# Kungariket Sicilien
Kungariket Sicilien uppstod sedan ön Sicilien efter 1060 anfallits av normander, som under ledning av Roger de Hauteville efter trettioåriga strider erövrade ön från saracenerna. Periodvis har fastlandsdelen av kungariket utgjort ett separat rike under benämningen Kungariket Neapel. Under en stor del av 1800-talet kallades riket Bägge Sicilierna. Geografiskt motsvaras kungariket Sicilien av dagens italienska regioner Kampanien, Kalabrien, Apulien, Abruzzo, Molise, Sicilien och Basilicata.

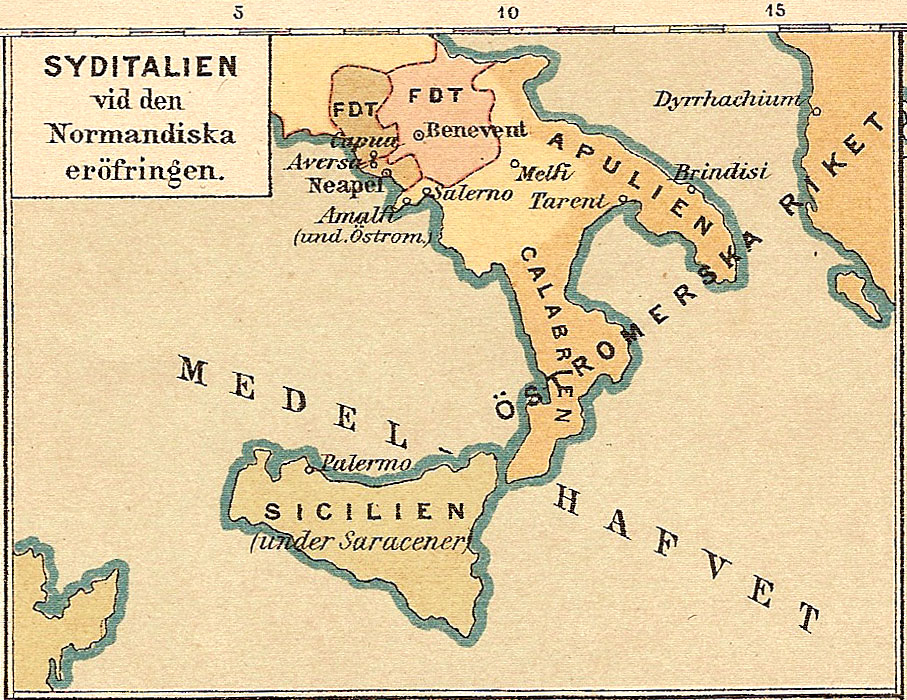
Historisk karta över syditalien vid tiden för den normandiska erövringen (1059 e.Kr.)

Kungariket Siciliens utbredning 1154.

## Förhistoria
Sedan mitten av 500-talet inkräktades östromerska rikets välde i södra Italien alltmer av langobardiska hertigar och av stadsrepubliker. Från 800-talet inblandade sig i denna strid även saracenerna från Sicilien samt från 900-talet påvarna och de tyska kejsarna (i synnerhet Otto II), vilka sökte rycka till sig överväldet även på detta håll. Mitt i dessa invecklade förhållanden uppträdde under 1000-talet ett nytt statsbildande element i södra Italien, de ursprungligen som legokrigare ditlockade normanderna. De fick 1027 fotfäste i Aversa och utvidgade efter hand sina besittningar, under erkännande av påvens överhöghet. Sina yppersta ledare hade de i Tankred de Hautevilles söner. Den märkligaste av dessa, Robert Guiscard, antog titeln hertig av Apulien och Kalabrien samt tillerkände sig länsrätt över Sicilien, vilken ö erövrades från saracenerna av hans bror Roger. 

Sicilianska rikshalvans vapensköld

## Efter Robert Guiscards död
Vid Roberts död (1085) var resterna av såväl det langobardiska som östromerska väldet i Italien tillintetgjorda. Största delen av hans rike, bland vars huvudorter märktes staden Neapel, tillerkändes hans son Roger de Hauteville (1085-1111), varemot ett furstendöme Taranto tillföll hans på mödernet lågättade äldre son Bohemund - den sedermera så bekante korsfararen - och ärvdes av dennes son med samma namn. De normandiska besittningarna samlades på en hand under Robert Guiscards brorson Roger II av Sicilien (död 1154), en son till Siciliens ovannämnde erövrare. Roger antog kungatitel och fick 1130 kungariket Sicilien erkänt av påven, med förbehåll av dennes överhöghet. Under Roger II förenades med Sicilien även Neapel jämte Capua och Apulien till ett betydande rike. Han lät kröna sig och tog Palermo till huvudstad. Den normandisk-sicilianska staten betecknar en ny glansperiod i Siciliens historia. Genom blandning av grekiska, arabiska, normandiska och italienska element nådde kulturen hög utveckling.

## Rikets storhetsperiod
Hovlivet med sitt harem hade fullt österländsk prägel. Riket var ur flera synpunkter den första moderna statsbildningen, styrd av en centraliserad byråkratisk förvaltning. Såväl bysantinska som arabiska institutioner efterbildades, bland de senare till exempel en hög domstol i kriminalmål. Den finansiella förvaltningen med stående skatter och statsmonopol nådde hög utveckling. Tolerans rådde, såväl romerska och grekiska katoliker som araber och judar fick utan intrång förrätta sin religionsutövning. Efter Rogers sons, Vilhelm den godes, död 1189 utbröt arvsstrider mellan den av sicilianerna understödde Tankred, Roger II:s broders naturlige son, som 1190 kröntes till kung, och tysk-romerske kejsaren Henrik VI av Hohenstaufen, förmäld med Rogers dotter Konstantia.

## Dynastiska strider
Henrik lyckades efter Tankreds död 1194 göra sig till herre över ön. Han efterträddes av sin treårige son Fredrik II (1197-1250), sedan 1212 tysk kung och sedan 1216 kejsare, under vars regering italienskan blev Siciliens officiella språk. Efter Fredriks son Konrad IV:s död, 1254, styrdes Sicilien av Fredrik II:s naturlige son kung Manfred, som 1266 stupade i strid med hertig Karl I av Anjou, åt vilken Hohenstaufernas fiende påven Urban IV skänkt Sicilien och som 1268 slog Konrads son Konradin, den siste Hohenstaufern, som med vapenmakt sökt vinna sitt fädernerike. Karls och fransmännens förtryck drev befolkningen 1282 till en resning, den s.k. sicilianska aftonsången, som gjorde slut på deras välde. Men fastlandsdelen, Neapel, kunde Karl behålla. 

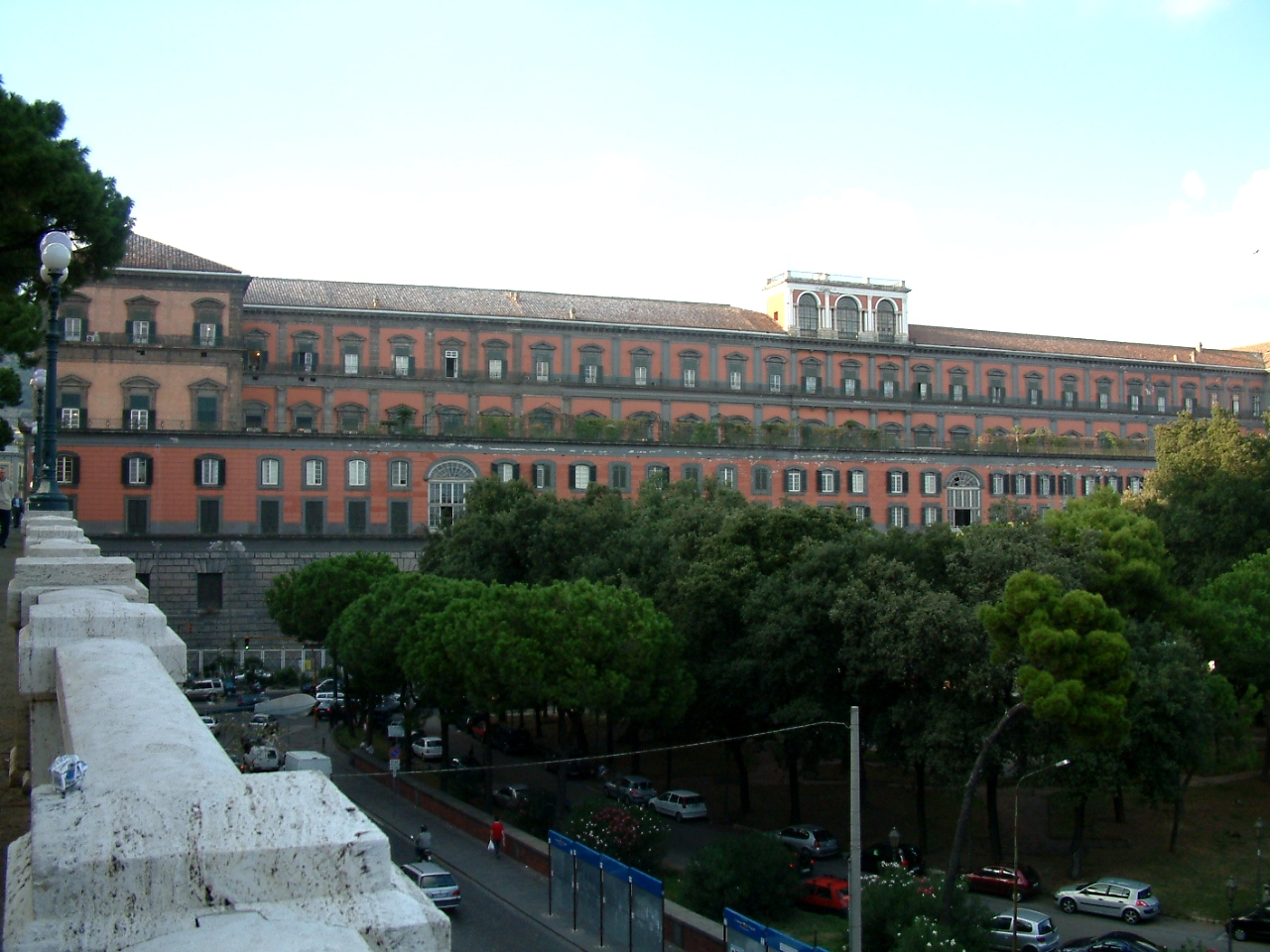
Kungliga palatset i Neapel

## Främmande erövring
Siciliens krona övergick s.å. till kung Peter III av Aragonien, som genom sitt gifte med Manfreds dotter ärvt Hohenstaufernas rätt. Aragoniens och Neapels härskare stred om besittningen av ön till 1302, då de senare måste uppge sina anspråk. Under den följande tiden var Sicilien dels förenat med Aragonien, dels ett självständigt rike under en aragonsk furste, tills det under Alfons V av Aragonien (1442-1458), som erövrat Neapel, förenades med detta rike. Efter Ferdinand II av Aragonien erövring av Neapel 1504 förenades Neapel och Sicilien till ett av vicekungen styrt spanskt lydrike. Under spanska väldet gick Sicilien tillbaka; inte ens för handelsherraväldet över Medelhavet syns det ha spelat någon större roll. Adeln drogs av de spanska kungarna till hovet i Madrid. Befolkningen trädde i allt större beroende av romersk-katolska kyrkan och dess många kloster. Endast i några få städer fanns tecken till ett svagt ekonomiskt liv.

## Nya tiden, nya herrar
Frankrike gjorde 1674-1678 ett försök att skaffa sig herraväldet över Sicilien. Messina, missnöjt med att Spanien undertryckte dess gamla kommunala självstyrelse, ställde sig under franskt skydd. Franska flottan under Duquesne behärskade farvattnen kring Sicilien, men på grund av det stora krigets utgång i övrigt kunde Frankrike inte genomföra den stora planen.
Genom Utrechtfreden 1713 övergick Sicilien till Savojen, men lämnades redan 1720 av denna stat till Österrike, från vilket spanjorerna erövrade ön 1734. För en sidogren av de spanska Bourbonerna upprättades 1735 Kungariket Bägge Sicilierna vilket ratificerades i Freden i Wien. Genom fransmännens invasion i Neapel 1799 åstadkoms en skilsmässa mellan monarkins huvudområden. Till Sicilien drog sig den bourbonska dynastin tillbaka, liksom 1805, då den av Napoleon I förklarats avsatt. Under brittiskt skydd regerade Bourbonerna på ön, där de av sina skyddsherrar tvangs att 1812 utfärda en liberal författning, som dock återkallades 1815. 1816 återvände dynastin till fastlandet, och kungariket Bägge Sicilierna återupprättades, varvid Sicilien förlorade den självständiga ställning, det dittills intagit.

## Revolution
1820 utbröt revolution på Sicilien. De revolutionära åsyftade inte bara till att framtvinga en författning, utan syns även ha önskat åstadkomma en friare ställning för Sicilien inom kungariket genom en särskild representation för ön. Revolutionen undertrycktes, men oroligheterna fortfor och tog sig uttryck i sammansvärjningar 1822, 1823 och 1825, som åsyftade att tillintetgöra de "främmande trupperna" och återupprätta den egna författningen. Motsättningen mellan liberalerna i Neapel och sicilianarna, som främst strävade efter utvidgad självstyrelse, kunde den absolutistiska regeringen begagna för sina syften. 

Vapensköld för Karl av Anjou, hertig av Anjou, kung av Sicilien och Jerusalem, vapen även för den neapolitanska rikshalvan

## Neapel
Den peninsulära delen av kungariket Sicilien har i Sverige oftast kallats Kungariket Neapel. Som framgår ovan hade kung Roger II 1130 förenat Sicilien med Neapel jämte Capua och Apulien, vilket utgjorde ett betydande rike, och han erhöll (se även här ovan) av påven 1130 titeln kung av Sicilien, lät kröna sig och tog Palermo till huvudstad. 1282 slets den peninsulära delen av kungariket loss från Sicilien, men återförenades 1442-1458, 1504-1707 och 1720-1806. Under perioden 1816-1860 talade man om de båda förenade riksdelarna som de Bägge Sicilierna.
Riket Siciliens fastlandsdelar bildade 1282-1442 en självständig monarki under regenter av huset Anjou: Karl I (död 1285), Karl II (1285-1309), Robert den gode (1309-1343), Johanna I (1343-81), Karl III (Karl av Durazzo) (1381-1386), Vladislav (1386-1414), Johanna II (1414-1435) och den till en yngre gren av huset hörande René I av Neapel (1435-1442). Den sistnämnde undanträngdes av aragonska huset (1442-1516) genom Alfons V av Aragonien (som kung av Neapel Alfons I), vilken förutom Aragonien, Sicilien och Neapel innehade även Katalonien, Valencia, Mallorca, Korsika, Sardinien och Roussillon. Han valde staden Neapel till sitt residens och dog där 1458. Neapel blev därefter åter ett självständigt rike under hans naturlige, men legitimerade son Ferdinand I (1458-1494). 
Dennes äldre son, Alfons II (död i november 1495), avträdde i januari 1495 tronen åt sin son, Ferdinand II. Denne måste samma år fly för franske kungen Karl VIII, den dåvarande innehavaren av huset Anjous anspråk, men återvände från Sicilien före årets utgång, sedan en spansk styrka under Gonsalvo de Cordoba kommit till hans hjälp. Han dog 1496 och efterträddes av sin farbror, Fredrik (död 1504), som i känslan av sin oförmåga att avslå ett angrepp, som riktades mot honom av spanske kungen Ferdinand den katolske - Siciliens herre - och franske kungen Ludvig XII, överlämnade sig åt den senare och blev hans pensionär. Sedan de båda erövrarna råkat i inbördes strid om bytet, men Gonsalvo de Cordoba vunnit en avgörande seger vid Cerignola (1503), stannade det hos Ferdinand den katolske (död 1516), som var son till Alfons V:s bror och efterträdare på den aragonska tronen, Johan II av Aragonien. 
Såsom tillhörigt spansk-habsburgska dynastin (1516-1700) var Neapel därefter jämte Sicilien ett biland till den spanska kronan och råkade i det sorgligaste tillstånd genom vicekungarnas utpressningar och de dryga skattebördor, som framkallades av Spaniens ständiga krig. En episod i denna bedrövliga tidrymd var Masaniellos uppror 1647. Under Spanska tronföljdskriget var Neapel sedan 1707 i Österrikes våld, och fredsslutet mellan Österrike och Spanien (1714) tillerkände det åt habsburgska huset i Österrike. Detta förvärvade 1720 även Sicilien, och "Bägge Sicilierna" hade därefter åter gemensamma öden till 1806. Genom freden i Wien 1735 gjordes de jämte Elba och Stati degli presidii till en självständig monarki som sekundogenitur för spanska grenen av huset Bourbon.

## Bägge Sicilierna
I januari 1799 inträdde en tillfällig skilsmässa mellan denna monarkis två huvuddelar, då fransmännen med anledning av dess anslutning till den andra stora koalitionen mot Frankrike inryckte i Neapel, sedan det kungliga hovet därifrån flytt till Sicilien. Fastlandsbesittningarna ombildades då till Parthenopeiska republiken. Redan i maj s.å. måste emellertid fransmännen till följd av franska vapnens motgångar i norra Italien avtåga från Neapel och understödd av trupper från Sicilien, en brittisk flotta samt ryssar och turkar, återställde en inhemsk resning under Lodovico Ruffo den bourbonska dynastins välde i Neapel. 1801 vanns fred med Frankrike mot uppoffrande av allenast Stati degli presidii. Men 1805, sedan Neapel brutit ett utfäst löfte om neutralitet, förklarade kejsar Napoleon, att "dynastin i Neapel upphört att regera" (6 december). 
Denna tog i början av 1806 åter sin tillflykt till Sicilien, men fransmännen under Masséna besatte Neapel, och fastlandet utgjorde under den närmast följande tiden ett eget rike under Josef Bonaparte (1806-1808) och Joakim Murat (1808-1815). 1815 kom bourbonerna tillbaka, och genom en organisk lag av 12 december 1816 förenades Neapel och Sicilien till ett odelbart rike under namnet Bägge Sicilierna, en benämning, som egentligen härleder sig från medeltiden, då det neapolitanska kungarike, som de normandiska erövrarna ju bildade av Apulien, Kalabrien och andra landsdelar, ofta kallades Sicilien på denna sidan sundet.
Efter bourbonernas återkomst 1815 sökte kung Ferdinand IV, eller I, som han dåmera kallade sig, med stor stränghet utplåna spåren av den napoleonska tiden. Murat, som genom en äventyrlig resning sökte återvinna sitt rike, blev (hösten 1815) fången och skjuten. Missnöjet med den usla bourbonska styrelsen glödde alltjämt under askan, och den nationella enhets- och frihetsrörelsen hölls där som i det övriga Italien vid liv av carbonari. 1820 utbröt en militärrevolt, som tvang kungen att införa en författning efter mönstret av 1812 års spanska konstitution. Denna nödtvungna eftergift sågs med missnöje av Heliga alliansens makter, som förbundit sig att var på sitt håll undertrycka de friare rörelser, som möjligen kunde utbryta i deras grannskap. Kung Ferdinand, som avlagt ed på den nya författningen, begav sig till kongressen i Laibach, skenbart för att medla, i verkligheten för att söka främmande hjälp mot egna undersåtar. En österrikisk här ryckte också våren 1821 in i landet. 
Den revolutionära rörelsen sågs ännu med likgiltighet av folket och blev därför med lätthet undertryckt, österrikiska trupper stannade kvar i landet ända till 1827, och allt återställdes på den gamla foten under ett reaktionärt skräckvälde, som till och med från österrikisk sida framkallade protester. Liksom det övriga Italien var riket nu i själva verket en vasall åt Österrike, och i dess hägn fortsattes det despotisk-klerikala styrelsesättet under kungarna Frans I (1825-1830) och Ferdinand II (1830-1859), vilken senare förvärvat sig ett sorgligt eftermäle i historien. Landet var rov för ständig oro, och endast rövarväsendet blomstrade. Flera resningsförsök - till exempel det 1844 i Kalabrien av bröderna Bandiera i samförstånd med Mazzini föranstaltade - misslyckades, och kungen förstod slugt att underblåsa oenigheten inom det nationella partiet genom att vädja till den sicilianska partikularismen med dess strävan efter oberoende av Neapel. 
Under Pius IX:s första, liberala styrelse började frihetsrörelsen i Italien åter få luft. I januari 1848 utbröt på Sicilien under Ruggiero Settimos ledning ett allmänt uppror, som snart vann efterföljd i Neapel. I januari 1848 utbröt ånyo uppror, åsyftande eget parlament för Sicilien och återinförande av 1812 års författning. Regeringen försökte förgäves tillfredsställa folket genom att utfärda edikt rörande utvidgad fri kommunalförvaltning och pressfrihet. I den författning, som utfärdades för hela kungariket i februari 1848, utlovades för Sicilien eget parlament med rätt att behandla vissa inre angelägenheter. Dessa medgivanden tillfredsställde inte de revolutionära ledarna, som fordrade egen författning och eget parlament. Det parlament, som sammanträtt på ön, förklarade i april 1848 bourbonska kungaätten avsatt. Vid val av ny monark tvekade man mellan en toskansk och en sardinsk prins. Slutligen valdes hertigen av Genua, son till Karl Albert av Sardinien, men han vägrade i augusti att motta kronan. Neapolitanska trupper besatte ön och lyckades slutligen besegra resningen.
Regeringen höll inte sina löften om konstitution, amnesti och vicekungadöme. I maj 1849 var den neapolitanska absolutismen återställd på Sicilien. Kungen, som efter ett attentat 1856 fruktade för sitt liv, blev alltmer dyster och människoskygg, drog sig tillbaka till det starkt bevakade Caserta och avled 22 maj 1859. Hans unge son Frans II (1859-1860; död 1894) var uppfostrad av jesuiterna och trädde som kung utan tvekan i sin faders fotspår. Men hans tid blev kort. Det fransk-österrikiska kriget i norra Italien 1859 gav ny fart åt frihetsrörelsen. Sedan en resning brutit ut på Sicilien, fick denna i Garibaldi, som med tusen frivilliga i maj 1860 landsteg i Marsala, en kraftfull ledare. Hela ön och ett rike med 10 miljoner invånare behärskades inom ett par månader av honom och hans anhängare. År 1860 förenades Sicilien efter folkomröstning med det nyskapade kungariket Italien, där det blev en provins. Endast några spridda rövarskaror i bergen höjde ännu någon tid Frans II:s fana.